# Una brisa de esperanza
Una Brisa de Esperanza (FUBE) (en: A Breeze of Hope ABH) es una fundación boliviana sin fines de lucro que brinda apoyo legal, social y psicológico gratuito a niñas, niños y adolescentes víctimas de violencia sexual. La organización fue fundada y está dirigida por Brisa de Angulo, ella misma víctima de violencia sexual cuando era adolescente. La organización surge a partir del Centro Una Brisa de Esperanza (CUBE), creado en 2004 por Brisa de Angulo y sus padres,considerado el primero en Bolivia dedicado a la atención de supervivientes en la infancia y adolescencia víctimas de violencia sexual. Desde 2014 colabora con la organización internacional de defensa de los derechos de las mujeres Equality Now.
Desde su creación en 2004 hasta 2016, la fundación ha atendido a más de 1.450 menores sobrevivientes de violencia sexual, principalmente niñas de entre tres meses y 18 años del departamento de Cochabamba.
El centro pone en acento en abordar las secuelas psicológicas y físicas de la violencia. Ofrece apoyo psicológico profesional, acompañamiento jurídico integral y servicios sociales a las sobrevivientes y sus familias. También realiza labores de prevención y educación a las comunidades, además de implicarse en trabajar para reformar políticas públicas sobre frente a la violencia sexual.

## Historia
Brisa de Angulo, defensora y sobreviviente de abuso sexual, fundó la organización en 2004 para abordar la urgente necesidad de apoyo y justicia para las niñas y niños abusados sexualmente en Bolivia. Ella misma sufrió repetidas violaciones por parte de un miembro de su familia cuando tenía 16 años, y su decisión de denunciar el abuso fue recibida con intimidación y culpa por parte de su comunidad, su familia y las autoridades. 

## Modelo de intervención
Su metodología se basa en las experiencias de quienes han vivido la violencia sexual. Sus objetivos son: 
1. Restablecer los derechos y la vida de las niñas y niños supervivientes de violencia sexual: ofreciendo apoyo psicológico profesional, acompañamiento jurídico integral y amplios servicios sociales a los supervivientes y sus familias.
2. Prevenir la violencia sexual: buscando modificar las normas sociales y las leyes que permiten la violencia sexual, educando a las comunidades, trabajando por la reforma de las políticas públicas y abogando por la protección de los derechos humanos.
3. Promover un desarrollo infantil saludable: rompiendo el ciclo generacional de la violencia a través de la promoción de una visión positiva, no violenta, feminista, con énfasis en los derechos, con el fin de educar a los niños y niñas para que tengan una adultez sana.

La organización utiliza un enfoque de salud pública para poner fin a la violencia sexual contra los niños y niñas, para mejorar la vida de los supervivientes. Su modelo de intervención se centra en tres pilares principales:
Prevención
Las estrategias de prevención tienen como objetivo poner fin a la violencia sexual infantil y promover comunidades seguras para los niños y niñas, estas son:
- Desarrollo integral de la infancia temprana.
- Talleres y capacitaciones.
- Defensa de los derechos humanos y litigios internacionales.
- Políticas públicas y reformas legales.
- Activismo social y campañas de sensibilización.
- Investigación y publicaciones.

Sanación
Estas actividades se centran en restablecer la vida de los niños y niñas sobrevivientes y garantizar que tengan acceso a una justicia rápida, compasiva y eficaz. Además, tienen como objetivo la detección temprana y la intervención cuando la sociedad no protege a los niños y niñas de la violencia sexual. Estas son:
- Sanación personal.
- Justicia.
- Participación política y activismo.
- Independencia económica.
- Educación.
- Sanación de familias no ofensoras.

Justicia
El acceso a la justicia es una de las características del enfoque, que funciona para elevar la voz del niño o la niña al tiempo que crea un registro social y judicial de la condena colectiva de los actos atroces del perpetrador.

### Red de Jóvenes contra la violencia sexual
En 2016, jóvenes que se han beneficiado de los servicios de ABH crearon una Red de Jóvenes contra la Violencia Sexual, que ofrece un contacto uno a uno en escuelas, actos comunitarios, ferias y entrevistas en medios de comunicación locales.

## Datos sobre Violencia sexual en Bolivia
- En 2021, la Fiscalía ha registrado 2.007 casos de violación de infante, niño, niña o adolescente, es decir, 167 casos por mes, 5 casos por día, según datos de la UNFPA, Agencia de las Naciones Unidas para la Salud sexual y reproductiva.[14]
- Entre 2018 y 2020 los registros de violencia sexual contra niñas, niños y adolescentes aumentaron según datos de la Fiscalía General del Estado en Bolivia. Los casos de violación pasaron de 850 en 2018 a 1714 en 2020. Las denuncias por abuso sexual se triplicaron, pasando de 592 casos en 2018 a 1687 en 2020. Los departamentos con mayor cantidad de casos son Santa Cruz, Cochabamba, La Paz, Beni y Tarija.[15]

### Avances
En noviembre de 2007 el gobierno de Bolivia declaró el 9 de agosto como Día Nacional contra la Agresión Sexual Infantil, mediante la Ley Nº 3773 del Estado Plurinacional de Bolivia. Esta ley reconoce el derecho de las víctimas a ser escuchadas, a recibir justicia y a vivir una vida libre de violencia. Cada año se organiza una marcha contra la agresión sexual infantil en los distintos departamentos de Bolivia. La primera marcha fue una iniciativa de Brisa cuando tenía 17 años en la ciudad de Cochabamba a la que asistieron 5.000 personas: "Mi sueño era mostrarles a las víctimas de violencia sexual que no están solas, que hay más personas buenas que malas. Con esta motivación comencé a dar charlas en universidades y en televisión para animar a otros a unirse en la Marcha. Nadie pensó que la Marcha tendría éxito".
En 2013, la defensa de Una Brisa de Esperanza ante la Comisión Interamericana de Derechos Humanos impulsó con éxito la derogación  en Bolivia de la Ley de Matrimonio-Violación, una ley que indultaba a los agresores sexuales de sus crímenes si se casaban con sus víctimas.